# 終雪
終雪（しゅうせつ）とは、春を迎えてから、その冬最後の降雪（雪）のこと。初雪の場合にはその冬の最初の雪の日と特定することが可能であるが、終雪は季節が進まないと確定的なことが言えないため当日に発表することが困難でほとんど報じられることもない。
同意語には名残雪（なごりゆき）、忘れ雪（わすれゆき）、雪の果て（ゆきのはて）、涅槃雪（ねはんゆき）の言葉がある。

## 概要
1981年 - 2010年の平年値では、東京都内は3月10日頃、名古屋市は3月6日頃、大阪市は3月7日頃、福岡市は3月4日頃と概ね、関東から九州北部にかけての太平洋側の地点では3月初めから上旬頃、ひな祭りや二十四節気で啓蟄頃に終雪を迎えている。さらに、温暖な気候で西日本太平洋側の四国・九州では2月中の地点があり、高知市は2月17日、熊本市は2月23日頃、鹿児島市は2月15日頃とかなり早いため春の訪れが早い。
特に太平洋側の九州山地の南東側に位置する宮崎市、日本海方面に赤石山脈のある静岡市内では降雪自体観測されない年があり、宮崎市では2月7日、静岡市では2月9日と2月前半で本州太平洋側とは半月から1ヶ月も早く、同地では3月以降の降雪は稀である。
ただし、北日本・北陸地方・中央高地・豪雪地帯を含めた寒冷地では、新潟市では3月30日頃、秋田市では4月6日頃、札幌市では4月19日頃と3月中旬から4月中旬頃と遅く、関東以西で桜開花から新緑（若葉）の時期に最後の降雪を迎えるため、春の訪れが遅い。また完全に雪が降らなくなるのは概ね終雪日から1ヶ月後が目安となる。なお東京都心の観測史上最も遅い降雪は4月17日である（1967年・1969年・2010年に観測）。
近年は、都市化によるヒートアイランド現象と地球温暖化の影響で、太平洋側においては2月一杯まで、東日本・北日本でも3月前半から同月末までと早まってきている。しかし、寒の戻りや冬型の気圧配置による強い寒気の断続的な南下や寒春年は例外で、太平洋側や西日本の平野部でも3月後半つまり春分・彼岸以降でも季節外れの降雪を観測し、終雪が3月後半や4月中という極端に遅い年（特に五九豪雪が発生した1984年春）もある。この場合、桜の花びらに雪を被るという雪見桜・花見雪という現象が起こり、その他、桃・チューリップ・つつじ・菜の花・フジ等の春の花が咲いていながらも降雪することもある（平成以降は1993年、1996年、2005年、2010年、2011年の各年が該当し概ね寒春の年に一致）。

## 過去の終雪
北海道
北海道内の観測官署で最も遅い終雪は網走で1941年6月8日（1890年統計開始）、最も早い終雪は函館で2008年3月11日（1873年統計開始）。
札幌で最も遅い終雪は1941年5月25日、最も早い終雪は1903年3月27日（1877年統計開始）。
東北地方
仙台で最も遅い終雪は1991年5月3日、最も早い終雪は2002年3月8日（1927年統計開始）。
関東地方
東京で最も遅い終雪は1967年・1969年・2010年の4月17日（1876年11月統計開始）、最も早い終雪は1973年の1月15日。
1973年1月15日 - 1973年の冬は東京で雪を2日しか観測せず、初雪を観測した1月7日の8日後が終雪となった（最も早い終雪）。
1988年4月9日 - 東京で4月としては記録的な大雪、80年ぶりとなる積雪9cmを記録。
2007年4月4日 - 東京で1988年以来となる4月に降雪を観測。
2010年4月17日 - 東京で1969年以来となる最も遅い終雪を観測（1位タイ）、積雪0cmも記録した。
2015年4月8日 - 東京で2010年以来となる4月に降雪を観測。銚子では最も遅い終雪の記録を90年ぶりに更新した。
北陸地方
富山で最も遅い終雪は1947年4月23日、最も早い終雪は2008年3月6日。
東海地方
名古屋で最も遅い終雪は1902年4月11日、最も早い終雪は1989年1月28日（1891年統計開始）。
九州地方
宮崎で最も遅い終雪は1952年3月24日、最も早い終雪は2015年12月17日。
沖縄県
統計開始以来、雪（みぞれ）を延べ3日観測している（いずれも初雪と終雪が同日）。久米島（1959年1月統計開始）で1977年2月17日と2016年1月24日、名護市（1967年1月統計開始）で2016年1月24日に雪を観測した。